# Willy Skibby
Willy Skibby (Stilling, Skanderborg, 20 de febrer de 1942) és un ciclista danès. Sempre competint com amateur, del seu palmarès destaca la medalla de bronze al Campionat del món en ruta de 1966. Deu anys més tard va participar en els Jocs Olímpics de Mont-real.
Els seus fills Jesper i Karina també s'han dedicat al ciclisme.

## Palmarès
- 1976
  - Vencedor de 2 etapes a la Volta a Iugoslàvia